# Амангельды (Амангельдинский район)
Амангельды́ (каз. Амангелді) — село в Костанайской области Казахстана. Административный центр Амангельдинского района. Административный центр Амангельдинского сельского округа. Код КАТО: 393430100.

## География
Расположено в 500 км от города Костаная, при впадении реки Жалдамы в реку Тургай. В селе имеется музей Амангельды Иманова.

## Этимология
Названо в честь руководителя национально-освободительного восстания 1916 года в Казахстане Амангельды Иманова.

## История
В 1936 г. постановлением ЦИК СССР село Батбаккара переименовано в Амангельды.

## Население
В 1999 году население села составляло 6642 человека (3352 мужчины и 3290 женщин). По данным переписи 2009 года, в селе проживало 7569 человек (3634 мужчины и 3935 женщин).
На начало 2019 года население села составило 7308 человек (3509 мужчин и 3799 женщин).